# São Sebastião do Baixio
São Sebastião do Baixio é um distrito do município brasileiro de Periquito, no interior do estado de Minas Gerais. Segundo o censo demográfico de 2022, realizado pelo Instituto Brasileiro de Geografia e Estatística (IBGE), sua população era de 835 habitantes e havia 300 domicílios particulares permanentes ocupados. Possui área de 55,55 km² conforme a Fundação João Pinheiro (FJP). Foi criado pela lei estadual nº 12.030 de 21 de dezembro de 1995.
De acordo com o IBGE, em 2010 a população era de 951 habitantes e havia 339 domicílios particulares.
O distrito possui uma escola municipal. Um problema histórico do distrito era o acesso à sede municipal, que era feito por uma estrada de terra cujo caminho se tornava bastante dificultoso na estação das chuvas, devido à lama. Contudo, a via foi pavimentada em 2023.